# Підмаренник трійчастий
Підмаренник трійчастий, підмаренник Рупрехта (Galium trifidum) — вид трав'янистих рослин родини тирличеві (Gentianaceae), поширений ув Євразії й Північній Америці. Етимологія: лат. trifidum — «3-дольний»

## Опис
Багаторічні трав'янисті рослини заввишки 5–25 см. Стебла тонкі, 4-куті, грубі на дотик. Листки зазвичай розміщені по 4 в мутовках. Пластини лінійно-ланцетні, з округлими вершинами без щетинок, з цілими волохатими краями. Квіти розміщені в пазушних парасольках по 1–3 квітів. Квіти: віночки в формі колеса, білі, ≈ 1 мм шириною, 3-лопатеві; чашечки відсутні; тичинок 3, пиляки жовті. Плоди 2-дольні, глянцеві, плодолистики майже кулясті.

## Поширення
Азія (Росія, Китай, Японія, Казахстан, Туреччина); Європа (Австрія, Ліхтенштейн, Естонія, Фінляндія, Франція, Іспанія, Ісландія, Латвія, Литва, Норвегія, Польща, Швеція, Україна); Північна Америка (Гренландія, Канада, США). Населяє гідротехнічні луки, болота, багно навесні, канави, іноді сухі луки на схилах пагорбів, узбіччя й газони.
В Україні зростає на торф'яних і осокових болотах, берегами — в Поліссі й Лівобережному лісостепу.

## Галерея

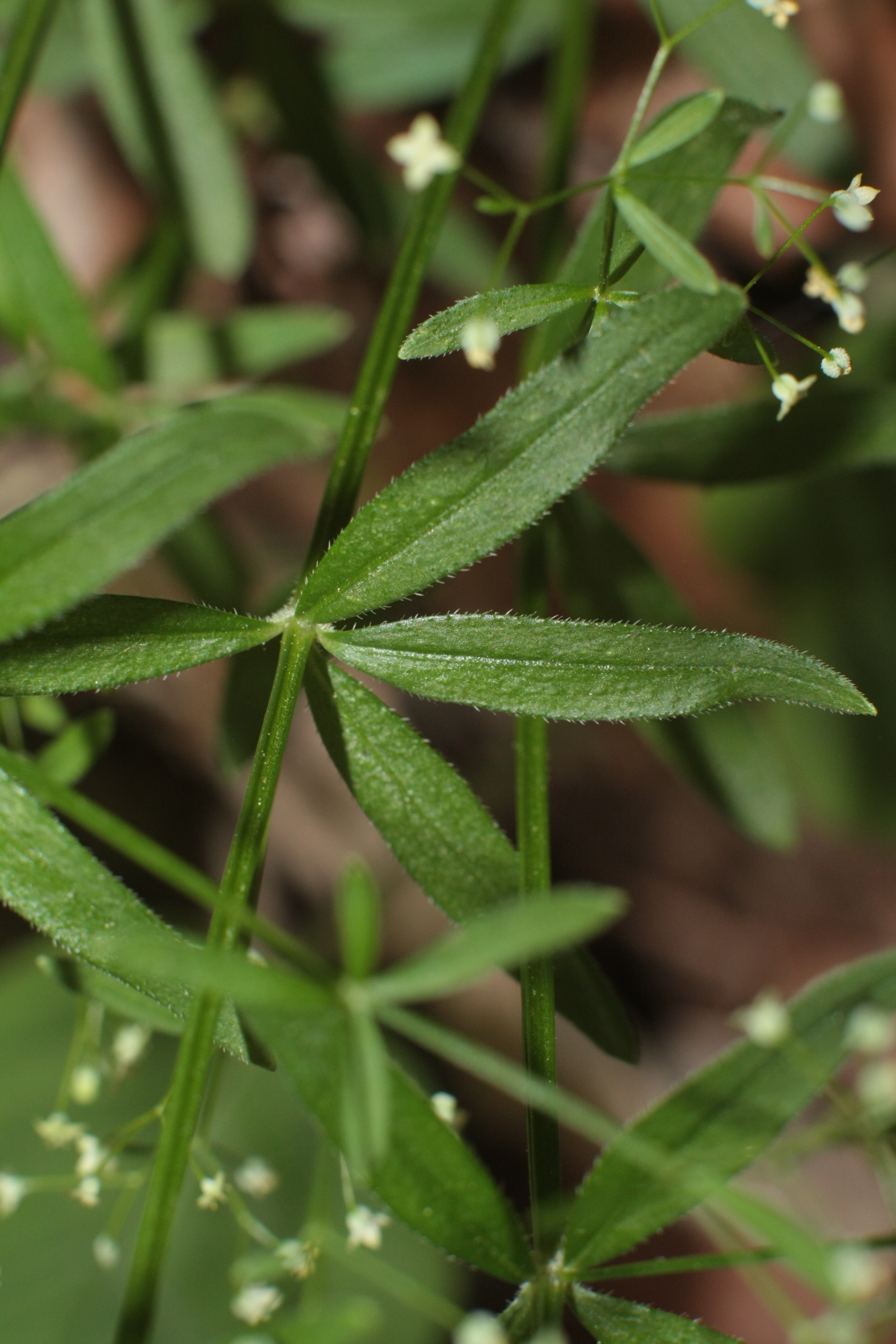
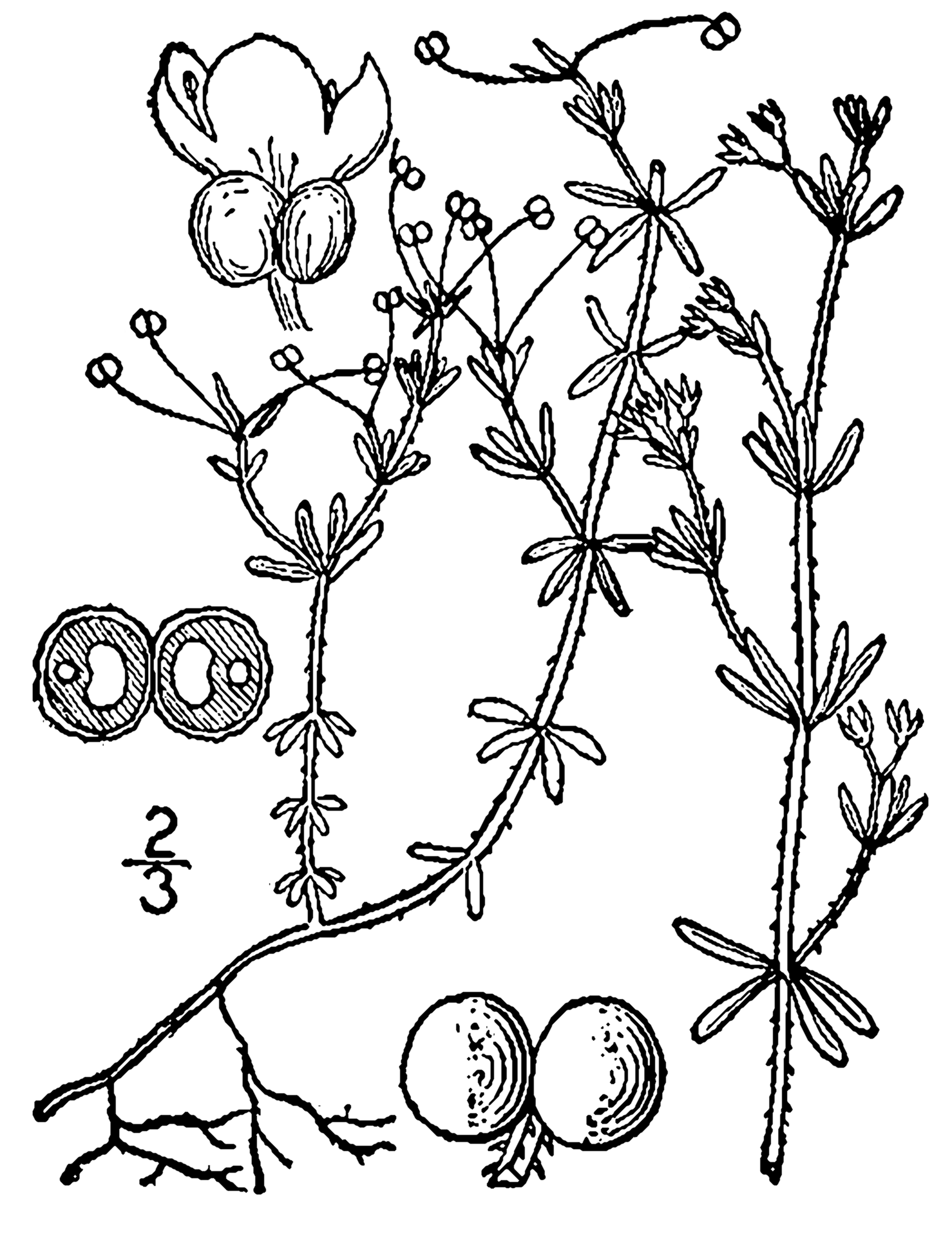